# Mark Henn
Mark Alan Henn (Dayton, 6 de abril de 1958) es un dibujante y animador retirado  estadounidense considerado como uno de los animadores de Disney más prestigiosos y reconocidos. Entre sus trabajos, con frecuencia protagonistas femeninas, están las heroínas más populares de la factoría Disney como Ariel, protagonista de La sirenita, Bella, en La bella y la bestia, la princesa Jasmine en Aladdín, a Simba en El rey león y la protagonista de Mulan. También ha sido el animador de películas como Enchanted y Goofy en el corto How to Hook Up Your Home Theater. Además de dirigir el corto Disney's American Legends sobre John Henry. Además fue el supervisor de animación de la Princesa Tiana en The Princess and the Frog.

## Trayectoria
Henn creció en Ohio. En sus entrevistas ha explicado que desde niño quería ser dibujante, especialmente La Cenicienta y El dragón chiflado.
En 1978 fue aceptado en el programa formación de animación de personajes en el Instituto de Artes de California donde estudió con animadores de Disney como Jack Hannah, Elmer Plummer, Jack Kinney, T.Hee, Bob McCrea, y Ken O’Connor. Entre sus compañeros de estudio Joe Ranft, Mark Dindal y a John Lasseter.
Se incorporó a Disney en 1980 como un tweening para Glen Keane en The Fox and the Hound. Según Henn ayudó a Keane cuando estaba terminando la escena clímax de la pelea con el oso.
Su primera tarea como animador fue la del personaje Mickey Mouse en Mickey's Christmas Carol. 
Henn está considerado como uno de los animadores de Disney con mayor capacidad para plasmar emociones y sentimientos en los dibujos.

## Honores
Ha sido nominado cuatro veces a un premio Annie: tres veces por animación de personaje en El rey león, Mulan, y Winnie the Pooh y una vez por la dirección del corto animado John Henry

## Filmografía
| Año  | Película                                                              | Créditos                                          | Personajes                          |
| ---- | --------------------------------------------------------------------- | ------------------------------------------------- | ----------------------------------- |
| 1981 | The Fox and the Hound                                                 | Inbetween Artist - No acreditado                  |                                     |
| 1983 | La navidad de Mickey (Corto)                                          | Animador                                          | Mickey Mouse                        |
| 1985 | The Black Cauldron                                                    | Animador                                          |                                     |
| 1986 | The Great Mouse Detective                                             | Supervisor de animación                           | Basil y Doctor David Q. Dawson      |
| 1988 | Oliver y su pandilla                                                  | Supervisor de animación                           | Oliver y Dodger                     |
| 1989 | La sirenita                                                           | Directing Animator / Florida Supervising Animator | Ariel                               |
| 1990 | Roller Coaster Rabbit (Corto)                                         | Animador                                          |                                     |
| 1990 | The Prince and the Pauper (Corto)                                     | Animador de personajes                            |                                     |
| 1990 | The Rescuers Down Under                                               | Supervisor de animación                           | Bernard y Bianca                    |
| 1991 | La bella y la bestia                                                  | Florida Supervising Animator                      | Bella                               |
| 1992 | Aladdín                                                               | Supervisor de animación                           | Jasmín                              |
| 1993 | Trail Mix-Up (Corto)                                                  | Animador de personajes                            |                                     |
| 1993 | Full House: The House Meets the Mouse (Parte 1) (Serie de televisión) | Animador                                          |                                     |
| 1994 | El rey león                                                           | Supervisor de animación                           | Simba                               |
| 1995 | Pocahontas                                                            | Animador                                          | Pocahontas                          |
| 1998 | Mulan                                                                 | Supervisor de animación                           | Mulan y Fa Zhou                     |
| 2000 | La película de Tigger                                                 | Animation Consultant - No acreditado              |                                     |
| 2000 | John Henery (Corto)                                                   | Director                                          |                                     |
| 2000 | El Emperador y sus locuras                                            | Additional Animator                               |                                     |
| 2002 | Lilo & Stitch                                                         | Lead Animator                                     | Hula Dancers                        |
| 2004 | Home on the Range                                                     | Supervisor de animación                           | Grace, Wesley, Rusty y Pearl        |
| 2006 | Bambi II (Vídeo)                                                      | Supervisor de animación                           | Ronno                               |
| 2006 | The Fox and the Hound 2 (Vídeo)                                       | Animation Consultant - No acreditado              |                                     |
| 2007 | Descubriendo a los Robinsons                                          | Animador                                          |                                     |
| 2007 | Enchanted                                                             | Animador                                          |                                     |
| 2007 | How to Hook Up Your Home Theater (Corto)                              | Animador                                          |                                     |
| 2009 | Pups of Liberty (Corto)                                               | Supervisor de animación                           |                                     |
| 2009 | La Princesa y el Sapo                                                 | Supervisor de animación                           | Tiana                               |
| 2011 | The Ballad of Nessie (Corto)                                          | Animador                                          |                                     |
| 2011 | Winnie the Pooh                                                       | Supervisor de animación                           | Winnie the Pooh y Christopher Robin |
| 2012 | Ralph el demoledor                                                    | Desarrollo visual adicional                       |                                     |
| 2013 | Al encuentro de Mr. Banks                                             | Animador                                          | Tinker Bell                         |
| 2013 | Es hora de viajar (Corto)                                             | Animador                                          |                                     |
| 2013 | Frozen                                                                | Animador principal 2D                             |                                     |
| 2013 | Twisted: The Untold Story of a Royal Vizier (Telefilm)                | Special Thanks                                    |                                     |
| 2014 | Big Hero 6                                                            | Animador principal 2D                             |                                     |
| 2016 | Zootopia                                                              | Animador                                          |                                     |
| 2023 | Wish: el poder de los deseos                                          | Animador adicional 2D                             |                                     |